# Språk

Den vänstra hjärnhalvan med för det mänskliga språket fundamentala områden markerade.
Gyrus angularis
Gyrus supramarginalis
Brocas område
Wernickes område
Primära hörselcortex

Språk, eller tungomål, är ett hjälpmedel som används i kontakten emellan oss människor och som ofta är beroende av infrakommunikativa system som kinesik, kroppsspråk, för att bilda ett fullt fungerande kommunikationssystem. Barn lär sig använda språk lika naturligt, som de lär sig att gå och vi börjar tillägna oss stora bitar av det redan under de första levnadsåren. Det kommuniceras exempelvis via talat språk, teckenspråk, kognitioner och skriftspråk, vilka är bärare av språk i en rad olika kommunikationssystem.
Begreppet har två nära sammanbundna men ändå separata betydelser; dels syftar det på det mänskliga språket som fenomen, dels syftar det på det enskilda språket, kommunikationssystemet för en avgränsad grupp människor, till exempel svenska.

## Språkets ursprung
Teorierna om det mänskliga språkets ursprung är inte alls samstämmiga utan till och med motstridiga sinsemellan. Teorierna är många men det finns alltför få faktauppgifter. Vissa huvudlinjer går dock att skönja. Alla mänskliga populationer idag talar fullvärdiga språk och har samma språkförmåga, alltså måste alla biologiska aspekter av vår språkförmåga ha funnits i vår senaste gemensamma förfader, som levde för 150 000 till 200 000 år sedan. Språket kan alltså vara äldre, men det kan inte vara yngre. Grundat på fynd av verktyg kan vi dra slutsatsen att språket sett ungefär likadant ut i minst fyrtiotusen år, även om det kan ha gjort det betydligt längre än så, kanske uppemot ett par miljoner år.
Andra djur har sina kommunikationssystem, men inget som kommer i närheten av språket i komplexitet och flexibilitet. Dock finns det vissa apor som har olika varningsrop vilka verkar fungera som ord och med arbiträr koppling mellan ett visst läte och ett visst rovdjur. Människoapor kan lära sig vissa aspekter av språk, så att de kan använda ordliknande symboler för att kommunicera, och även lära sig förstå enkel engelska. Men de här apornas språkförmåga är fortfarande mycket begränsad, och stannar på högst en mänsklig tvåårings nivå.[källa behövs]
Det är omstritt vilka av våra förfäder som kunde tala. Mycket tyder dock på att även neandertalare hade viss talförmåga, vilket betyder att vår gemensamma förfader med neandertalarna kunde tala. Ben som bevarats från människotyper äldre än neandertalare uppvisar dock alltför stora fysiologiska skillnader jämfört med mänskliga ben, för att ge vid handen att dessa människotyper kunnat tala.

### Ett språks uppkomst
Språk tenderar att förändras för varje generation. Om personer som talar samma språk delas upp i grupper och isoleras från varandra, kommer gruppernas respektive språk att utvecklas från varandra. Med tiden kommer detta att ge upphov till nya dialekter. När ännu längre tid har gått, kommer respektive dialekter vara oigenkännliga för de andra grupperna, och nya språk har då uppkommit. Ofta är det så att det i områden där man lever i små, isolerade grupper finns många små språk. Sanfolket i Afrika är ett exempel. Det var även så det fungerade i Australien, där aboriginerna talade mellan 200 och 250 språk innan européernas ankomst, vilket betyder att varje språk endast hade några få tusen talare. För indianstammarna i Sydamerika fungerade det på samma sätt.
Men så är det inte alltid. Historiskt sett kan man se en nedgång i antalet språk som talas och det har t.o.m. spekulerats i att det kan ha funnits fler språk på jägare-samlarnas tid än vad som är fallet idag.
Det finns ett antal parametrar som underlättar vid uppkomsten av moderna språk. Den första är att språket har ett skriftspråk, i vilket språkets benämns med namn. Ett annat är att språket har förankring i världens geografisk-politiska indelning, vilket haitisk kreol (förankring i Haiti), afrikaans (förankring i Sydafrika), norska (förankring i Norge) och setswana (med förankring i Botswana), vilka alla är huvudspråk i någon självständig stat är exempel på.

#### Pidgin och kreol
Ett annat sätt som språk kan uppkomma på är att det bildas pidginspråk. Detta var särskilt vanligt under slavhandelns tid i Amerika. På plantagerna i Västindien arbetade afrikanska slavar. Även om de i början enbart talade sina modersmål, försökte slavhandlarna,  för att skapa kommunikationsbrist, separera personer med samma modersmål. På så vis uppstod nya språk på plantagerna, där de båda grupperna (slavarna och slavägarna) lärde sig lösryckta ord av varandra, ofta med stora grunder i engelska och franska. Det fick till resultat gängse gångbart ord som till sist kunde resultera i ett begränsat språk, ett pidginspråk, med mycket enkel grammatik. Dessa tenderar att dö ut så fort de yttre förhållandena ändras, men kan under vissa omständigheter, som under långvarig kontakt mellan samma grupper, via kreolisering resultera i ett kreolspråk. Sådana skapades i första hand under 1600- och 1700-talet men talas ofta fortfarande. De ansågs ofta av talarna själva vara sämre varianter av ursprungsspråket, och det är först på senare tid, med början under 1960-talet, som de av forskare har börjat anses vara språk. Exempel på kreolspråk är tok pisin, haitisk kreol, papiamento samt enligt vissa forskare afrikaans.
| Pidginspråk | Engelska | Svenska |
| --- | --- | --- |
| Wen ting waantin a Niivis, dem tap lang fu du, an wen dem du, dem tap langa fu don. – Mi hia piipl a aks if mi an yu no wiari chat. Taal! Bikaas aabi a get wondaful rizol. | When something is needed in Nevis, they take a long time to do it, and when they do it, they take longer to get it done. – I hear people asking if I and you aren't weary of chatting. Not at all! Because we are getting wonderful results. | När någonting behöver göras på Nevis tar de lång tid på sig, och när de gör det så tar de längre tid på sig att få det gjort. – Jag hör att folk frågar om jag och du inte är trötta på att prata. Inte alls! För vi får fantastiska resultat. |

Det finns stora likheter mellan pidgin-språket (längst till vänster) och det engelska (i mitten). Texten, som kommer från en tidningsartikel på Nevis i Karibien, är en av få skrivna texter på det kreolspråket. Orden är ofta lika varandra, men har stavningsskillnader. Den största skillnaden är grammatiken, vilket bevisar att grammatiken i språk är ett eget system.

## Det mänskliga språket som fenomen
Det mänskliga språket är det mest komplexa kommunikationssystem man känner till. Den kände språkvetaren Ferdinand de Saussure delar in språket i langue och parole, där parole är själva språkanvändningen, yttrandena, medan langue är den underliggande strukturen som definierar språkets regler. Sydney Lamb delar upp språket i fyra nivåer, språk-1 – språk-4, där 1 och 2 motsvarar Saussures parole och langue. Språk-3 är de kognitiva processer i våra huvuden som ligger bakom parole och langue, och språk-4 är människans postulerat medfödda språkförmåga. Språket i alla dess nivåer kräver dessutom en underliggande neurologisk nivå, hjärnans hårdvara för språk.
Förutom att vara ett redskap för kommunikation, är språket också ett redskap för tänkande. Med hjälp av det mänskliga språket representeras tankar, konkreta föremål och abstrakta begrepp, handlingar och idéer, och språket kan ses som en del av människans kognitiva förmåga. Dock är det möjligt att tänka avancerade tankar utan ord, exempelvis sade Einstein han tänkte ut relativitetsteorin i bilder. Det har hävdats av vissa språkforskare att detta skulle kunna vara språkets huvudsyfte, eller ursprungliga syfte, men språkets kommunikativa funktionalitet är så uppenbar och central att ett kommunikativt ursprung ter sig betydligt rimligare.
Med mycket få undantag är den språkliga symbol som används för att representera en given betydelse "arbiträr", det vill säga tecknet som sådant är inte betingat av betydelsen, utan är godtyckligt valt. Det går inte att utläsa ett ords betydelse ur dess form. Bland de få undantagen finns onomatopoetiska uttryck och ljudsymbolik. Studiet av det mänskliga språket spänner över ett vitt fält. Det berör bland annat psykologi, neurologi, kognition, semiotik, akustik och fysiologi, och naturligtvis lingvistik, vetenskapen om språket.

## Språkets struktur
Språket är ett hierarkiskt och kombinatoriskt system, där ett begränsat antal enkla grundelement kombineras hierarkiskt utifrån ett begränsat antal enkla grundregler, till ett obegränsat antal möjliga yttranden. Detta utgör den stora skillnaden mot djurs signalsystem. Djuren har ett läte för varje budskap, vilket begränsar antalet möjliga budskap. Eftersom det mänskliga talet kombinerar ljud är budskapen obegränsade. Med hjälp av språkljuden, som i de flesta språk uppgår till mellan trettio och fyrtio, kan vi alltså bilda obegränsat många ord. Därutöver kan flera ord kombineras till meningar, vilket resulterar i att människan kan uttrycka mycket avancerade och komplexa innebörder. Tystnad av olika längd är kanske den viktigaste beståndsdelen i de flesta språk. Inte bara för att ge utrymme för syresättning hos talaren utan också för att skapa olika former av innehåll och tyngd i det som förmedlas.
Karakteristiskt för människans språk är den "dubbla artikulationen" med kombinatorisk hierarki både i språkets form och innehåll:
- Fonetiskt kombinerar vi språkljud till stavelser, till ord och till yttranden.
- Grammatiskt kombinerar vi morfem till ord, till fraser, till satser, till meningar och till yttranden.

Varje enskilt språk har sin egen uppsättning grundelement (språkljud och morfem/ord), och sin egen uppsättning regler (fonologiska och grammatiska) för att kombinera grundelementen. Språk skiljer sig mycket i hur element och regler ser ut, men det finns ändå vissa gemensamma drag hos alla språk, det man kallar språkliga universalier. Till exempel har alla språk konsonanter och vokaler som språkljud, och alla språk har grammatiska regler som bygger på hierarkiska strukturer snarare än linjär ordningsföljd.

## Enskilda språk
Ett enskilt språk är uppbyggt av dels en uppsättning grundelement, och dels en uppsättning regler för att kombinera grundelementen. Grundelementen innefattar dels språkljuden och dels ordförrådet. Reglerna finns inom olika system som morfologi, grammatik, pragmatik, semantik och fonologi. Språkens olika beståndsdelar utforskas inom lingvistikens delområden. Forskningen kan vara inriktad på aktuella förhållanden (synkrona studier) eller på språkhistoria samt de förändringsprocesser som sammanbinder dåtid och nutid (diakrona studier). Man skiljer också på deskriptiv lingvistik, som handlar om hur språket faktiskt används, och preskriptiv lingvistik, om hur språket borde användas. 
Språk föds, utvecklas, och dör ut, i en process som på många sätt liknar arternas utveckling i biologisk evolution. Därför kan också de allra flesta språk inordnas i stamträd och samlas i språkfamiljer utifrån släktskap och hur de uppstått ur gemensamma förfäder. I många fall har också den gemensamma förfadern (urspråket) till en språkfamilj åtminstone delvis gått att rekonstruera.
Det finns dock viktiga skillnader mellan språklig och biologisk evolution. Bland annat är det betydligt vanligare att egenskaper sprids mellan obesläktade språk än mellan obesläktade arter. Detta att språk i kontakt influerar varandra ger upphov till areala drag och tendenser hos språken, vilket komplicerar processen att härleda släktskap mellan språk.

### Typer av språk
De språk som oftast talas är folkspråk, som är ett eller flera folkslags modersmål. Dessutom finns bland annat pidginspråk – enkla språk som utvecklas i sammanhang där inget gemensamt språk finns – och systematiskt utvecklade planspråk.
Språk kan även indelas efter vilken typ av grammatiska och andra regler de använder, till exempel efter grundordföljd. Detta studeras inom språktypologin.

### Språk i världen

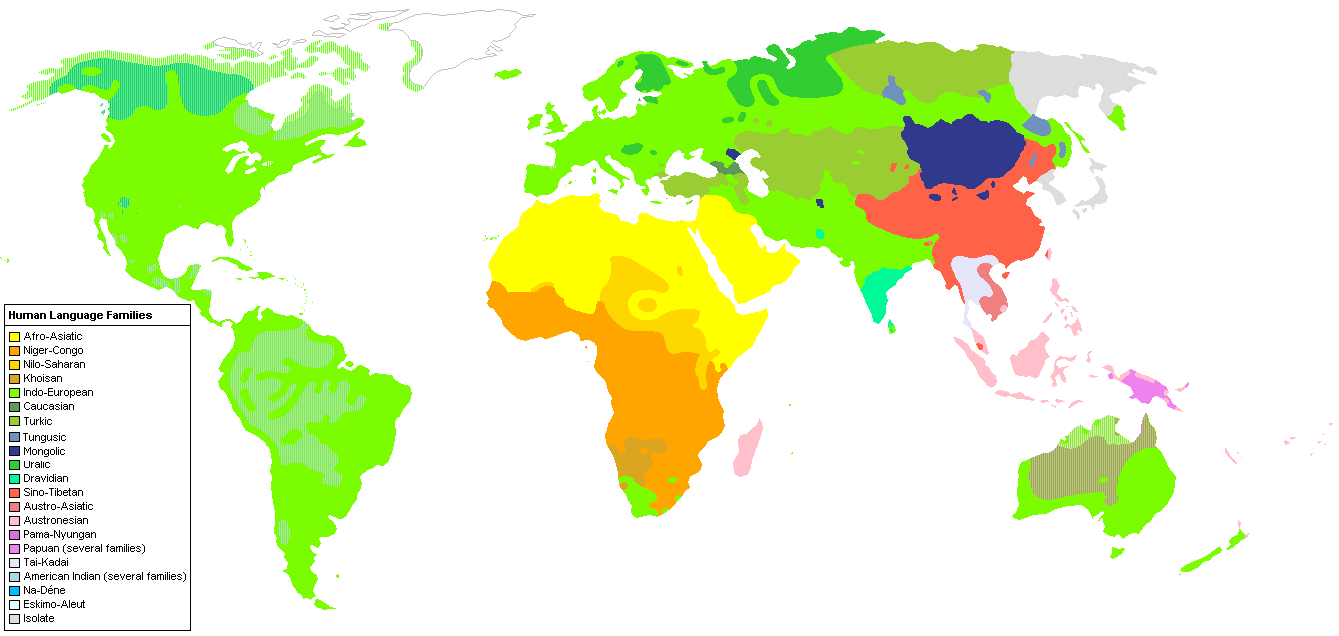
Fördelning av stora språkfamiljer.

Det finns många tusen språk som talas i världen. Det exakta antalet beror på hur man räknar – gränsdragningen mellan vad som är en dialekt och vad som är ett eget språk är ganska godtycklig, och baseras ofta nog lika mycket på politik som på rent språkliga förhållanden. En illustration av detta är att världen fick ett "nytt" språk nyligen, montenegrinska, samtidigt som Montenegro blev självständigt. När Montenegro var en union med Serbien var montenegrinska bara en dialekt av serbiskan och dessförinnan, när landet var en delrepublik i Jugoslavien, sågs det som en del av serbokroatiskan.
En ofta använd språkkatalog, Ethnologue, räknar med 6 909 olika språk. Ungefär 800 av dessa språk, drygt 10%, har en egen artikel på svenska Wikipedia – se Lista över språk, och 279 har en egen Wikipedia. De tre mest talade språken i världen, som modersmål, är mandarin, spanska och engelska.
Språken indelas efter släktskap i språkfamiljer. Ett litet antal språk går inte att inordna i någon familj, och kallas isolatspråk. Dit hör bl.a. baskiskan. Några av de viktigaste språkfamiljerna är:
- Indoeuropeiska språk: Omfattar de flesta språken i Europa och Indien, och dessutom till exempel persiska. Svenska är ett indoeuropeiskt språk. Denna språkfamilj är den först identifierade och mest studerade, och dess urspråk, urindoeuropeiskan, har med viss framgång kunnat rekonstrueras.
- Sinotibetanska språk: Omfattar de flesta språken i Kina med omnejd.
- Uraliska språk: Omfattar finska, samiska, estniska, ungerska, och ett antal småspråk, varav de flesta talas i Ryssland.
- Altaiska språk: Omfattar turkiska och ett antal språk från Centralasien.
- Afroasiatiska språk: Omfattar semitiska språk och ett antal språk från norra Afrika.
- Niger-Kongospråk: Omfattar bantuspråk och många andra språk från södra och mellersta Afrika.
- Austronesiska språk: Omfattar alla större språk som talas på Sydostasiens och Oceaniens öar.
- Austroasiatiska språk: Omfattar vietnamesiska och några andra språk i samma region.
- Tai-kadaispråk: Omfattar thailändska och några andra språk i samma region.

Ytterligare språkfamiljer finns i systematisk lista över språk.

## Språkvetenskap
Språk studeras vetenskapligt inom språkvetenskap, även kallat lingvistik. Detta är ett mycket omfattande forskningsfält med en mängd delområden som behandlar olika aspekter av språket. De delområden som behandlar språket som fenomen räknas till den allmänna språkvetenskapen, medan andra delområden behandlar aspekter av enskilda språk, eller språkens historia och släktskap, eller olika praktiska tillämpningsområden.

### Fonetik
Fonetiken studerar språkljud som ljud, hur de skapas och uppfattas, ur ett akustiskt och fysiologiskt perspektiv. Den mänskliga talapparaten står i fokus.

### Fonologi
Fonologin studerar språkljud som språkelement, hur ljuden används som byggstenar i språket. Fonem, de minsta betydelseskiljande enheterna i språket, står i fokus.

### Prosodi
Prosodin studerar språkets akustik på en högre nivå än enskilda språkljud. Talets rytm och intonation är centrala begrepp.

### Morfologi
Morfologin studerar ordens form, och hur orden byggs upp av morfem, de minsta betydelsebärande enheterna i språket.

### Semantik
Semantiken studerar ordens betydelse, hur språket fungerar som ett system av skrivtecken och symboler, och hur vi "översätter" mellan tanke och språk, både för att kunna säga det vi tänker, och för att kunna förstå det vi hör. Semantiken kan ses som en del av semiotiken, det mer generella studiet av teckensystem.

### Grammatik
Grammatik handlar, enkelt uttryckt, om reglerna för hur ord sätts samman till meningar. Begreppet används både för ett enskilt språks regler och struktur, och för det vetenskapliga studiet av språkets regler och strukturer. Syntax (meningsbyggnad) är ett centralt begrepp.

### Pragmatik
Pragmatiken studerar språkets praktiska användning, vad som är lämpligt och olämpligt att säga i olika kontexter, och hur ett yttrande kan tolkas helt olika beroende på sammanhanget.

### Språksociologi
Språksociologin, även kallad sociolingvistiken, studerar hur språket används socialt, och hur olika sociala grupper använder språket på olika sätt, och talar olika sociolekter.

### Språket i hjärnan
Psykolingvistiken, tillsammans med systerämnet neurolingvistik, studerar hur språket hanteras i den mänskliga hjärnan. Psykolingvistiken gör detta ur ett psykologiskt perspektiv, medan neurolingvistiken studerar samma fenomen ur ett neurologiskt perspektiv.
Det är huvudsakligen vänster hjärnhalva som är inblandad i produktion och förståelse av det mänskliga språket, och där finns flera områden som nästan uteslutande behandlar språk. Studiet av dessa hänger i hög grad ihop med studiet av olika språkstörningar, som afasi, språkavvikelser hos barn och dyslexi. Brocas område och Wernickes område är de mest kända språkcentra på vänster sida av hjärnan. Vissa aspekter av språk, till exempel prosodi och pragmatik hanteras dock till viss del av höger hjärnhalva, och det finns även människor vars hjärna är "spegelvänd" så att hela språkhanteringen ligger till höger. Det finns också människor som använder helt andra hjärndelar till språk, inte bara spegelvänt utan andra delar inom hjärnhalvorna. Hos strokepatienter som kompenserat sin afasi genom flera års träning är sådan omfördelning snarare regel än undantag, men förekommer även hos cirka tjugo procent av den icke handikappade befolkningen på grund av slumpmässiga avvikelser som foster/spädbarn. Modern hjärnforskning visar att språklig och icke-språklig funktion inte är separata utan sammanvävda i ett kontinuum. Medvetna gester som tummen upp är lika språkliga som enkla ord som hej (alltså protospråkliga).

### Språkhistoria
Språkens historia och släktskap studeras inom den historiska lingvistiken, främst genom komparativ metod. På det sättet har flertalet språk inordnats i språkfamiljer.